# Academia Salvadoreña de la Historia
La Academia Salvadoreña de la Historia es una institución que promueve los estudios de historia, antropología, arqueología, etnografía, geografía y ramas afines; y que también contribuye al rescate, protección, defensa, conservación e incremento del patrimonio cultural y documental de El Salvador. Además se define como una asociación cultural y científica, apolítica, no lucrativa, ni religiosa.

## Historia
La Academia Salvadoreña de la Historia fue fundada el año 1922, por iniciativa de Ismael G. Fuentes, encargado de Negocios de la Legación de El Salvador en España. Los primeros académicos de la institución fueron nombrados el día 3 de febrero de ese año, por la Real Academia de la Historia de España. Su primer director fue el doctor Alberto Luna.
Sin embargo, fue hasta el 30 de enero de 1925 que se realizó la sesión pública fundadora, y allí se aprobó el proyecto de los estatutos de la organización. La sesión formal de fundación tuvo lugar el 1 de abril de ese año en la Universidad de El Salvador, en conmemoración de los 400 años fundación de la ciudad de San Salvador. De hecho, es considerada la cuarta de las academias hispanoamericanas en orden de antigüedad.
El 21 de mayo de 1991, la Academia Salvadoreña de la Historia firmó el acta constitutiva de la Asociación Iberoamericana de Academias de la Historia, en La Paz, Bolivia. Desde el año 2004, tiene su sede en la Casa de las Academias, conocida como Casa Dueñas, en la ciudad de San Salvador.

## Directores de la Academia
- Alberto Luna (nombrado el 3 de diciembre de 1922)
- Manuel Castro Ramírez (nombrado el 30 de enero de 1925)
- Julio Enrique Ávila (nombrado el 25 de enero de 1955)
- Hermógenes Alvarado (nombrado el 2 de marzo de 1970)
- Roberto Molina y Morales (nombrado el 5 de marzo de 1975)
- Jorge Lardé y Larín (Director emérito, nombrado el 12 de noviembre de 1983)
- José Enrique Silva (nombrado el 15 de julio de 2009)
- Gilberto Aguilar Avilés (nombrado el 4 de agosto de 2010)
- Pedro Escalante Arce (2010-2016)
- Gustavo Herodier (2016-2021)
- María Eugenia López (desde noviembre de 2021)